# 잠볼로냐

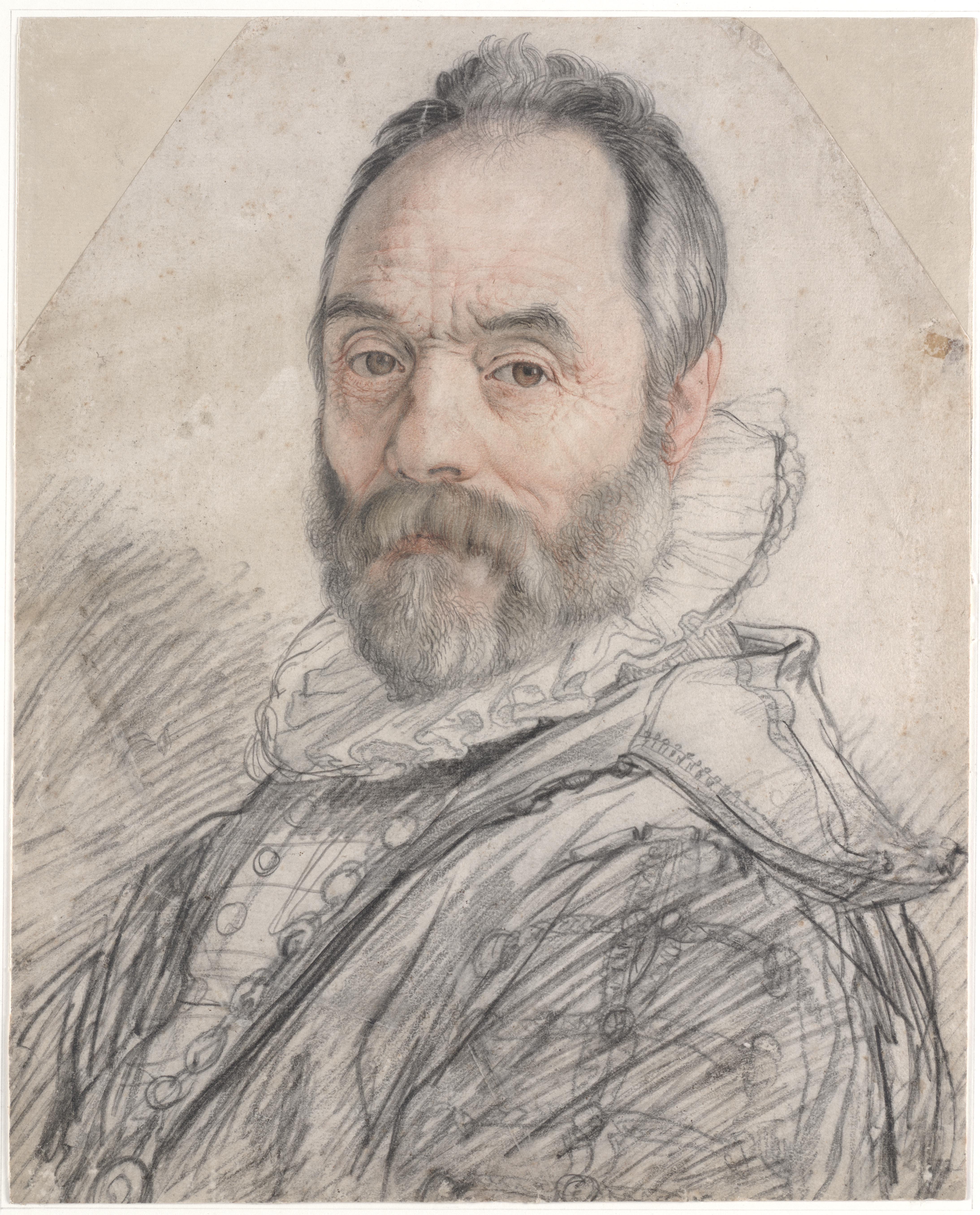
잠볼라냐의 초상화 by 헨드리크 골트지우스, 암스테르담 테일러 자연사 박물관 컬렉션

잠볼로냐(Giambologna, 1529년 – 1608년 8월 13일)는 그는 후기 매너리즘 양식의 청동과 대리석으로 크고 작은 작품들을 생산하는 이탈리아의 마지막 중요한 르네상스 조각가였다.

## 생애

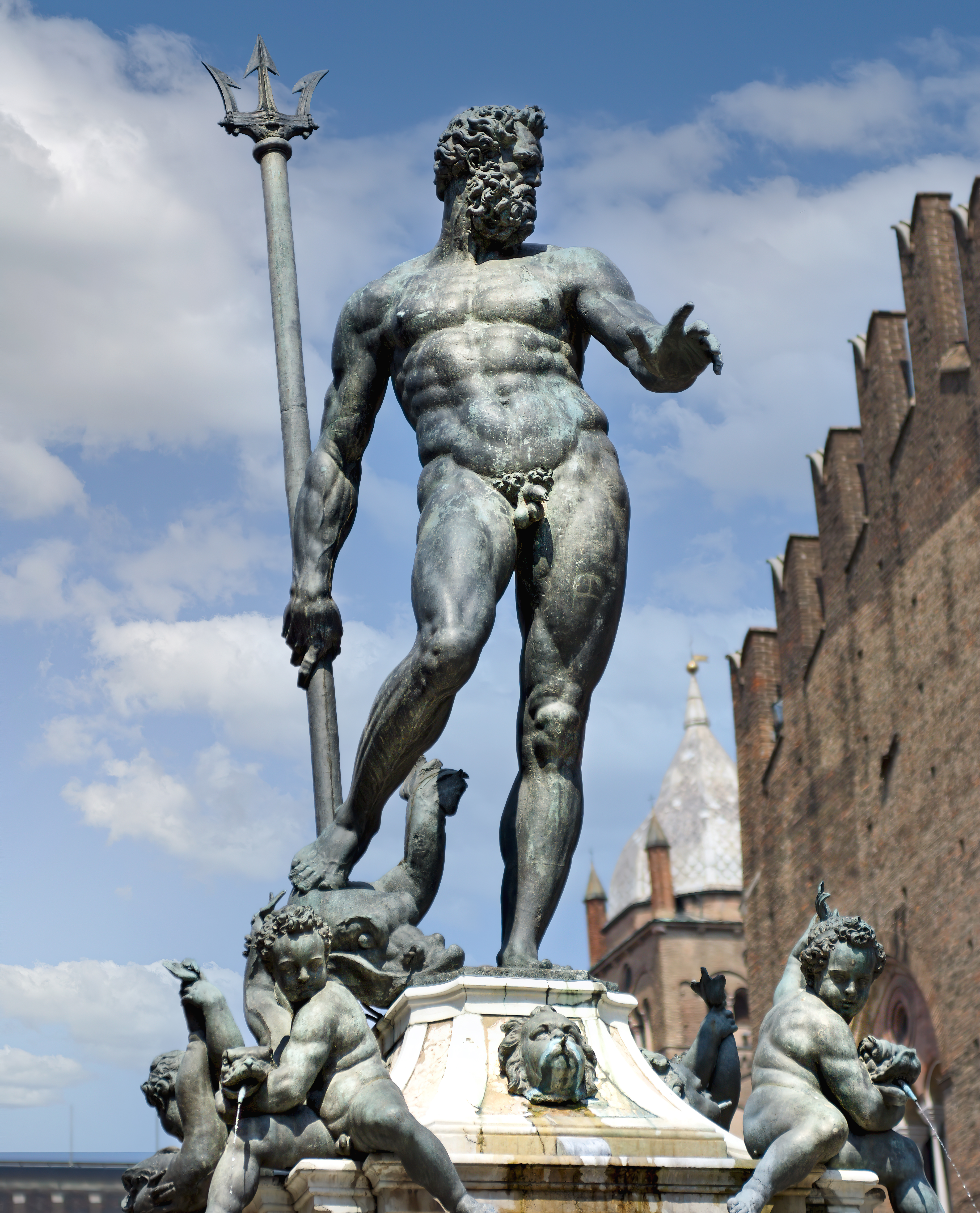
볼로냐의 넵툰 분수 (1567년경) 위의 잠볼로냐의 넵툰

잠볼로냐는 1529년 플랑드르의 두에(당시와 현재는 프랑스)에서 태어났다. 앤트워프에서 건축가이자, 조각가인 자크 뒤 브로이크와 젊은 시절 공부한 후, 1550년에 이탈리아로 건너가 로마에서 공부하며, 고전 고대의 조각품을 세밀하게 연구를 했다. 그는 또한 미켈란젤로의 영향을 많이 받았지만, 감정을 덜 강조하고 세련된 표면, 멋진 우아함 및 아름다움을 더 강조 하면서 자신의 매너리즘 스타일을 개발했다. 교황 비오 4세는 잠볼로냐에게 볼로냐의 넵툰 분수(기초 설계는 1566년 토마소 라우레티)의 거대한 청동 넵툰과 부속 인물에 대한 그의 최초의 엄청난 대가를 주었다.
잠볼로냐는 1553년 그가 정착한 피렌체에서 가장 생산적인 시간을 보냈다. 1563년에 그는 1563년 1월 13일 코시모 1세 데 메디치 공작에 의해 설립된 권위 있는 디제뇨 예술 학교의 회원(Accademico)으로 임명되었다. 화가이자 건축가인 조르지오 바사리의 영향으로 메디치의 가장 중요한 궁정 조각가 중 한 명이 되었다. 그는 79세의 나이로 피렌체에서 사망했다. 메디치는 오스트리아나 스페인의 합스부르크 왕가가 그를 정규직으로 끌어들일까봐 두려워서 그가 피렌체를 떠나는 것을 결코 허락하지 않았다. 그는 자신이 설계한 산티시마 안눈치아타 성당 예배당에 안장되었다.

## 작품
잠볼로냐는 섬세한 액션과 움직임, 세련되고 차별화된 표면 마감으로 유명해졌다. 그의 가장 유명한 작품 중에는 머큐리(그중 4가지 버전이 있음)가 있으며, 한 발로 자세를 잡고 제퍼로 지지한다. 신은 잠볼로냐 스타일의 특징인 고전적 수사법의 레퍼토리에서 차용한 제스처로 한 팔을 들어 하늘을 향하게 한다.
 그의 다른 가장 유명한 작품은 피렌체의 시뇨리아 광장에 있는 로자 데이 란치에 두드러지게 등장하는 대리석 조각품인 사비니 여인들의 납치(1574-82)이다. 세 명의 완전한 인물이 포함된 이 인상적인 조각품은 한 조각의 대리석으로 조각되었다. 잠볼로냐는 주제를 염두에 두지 않고 조각했으며, 사비니 여인들의 납치라는 이름은 그것이 로자에 있는 이후에 주어졌다. 토스카나 대공 프란체스코 데 메디치를 위해 제작된 조각품이다. 그의 또 다른 대리석 작품인 켄타우로스를 죽이는 헤라클레스도 1599년 로자 데이 란치에 배치되었다.

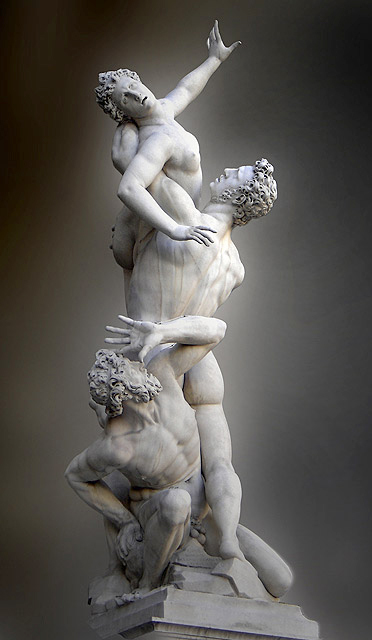
사비니 여인의 납치 (1574–82), 로자 데이 란치, 플로렌스. 제목은 완성 후 붙여졌다.

비너스에 대한 잠볼로냐의 여러 묘사는 여성 인물에 대한 비율의 정경을 확립했다. 그리고 이탈리아와 북유럽의 2대 조각가들에게 영향을 미친 여신의 표현을 위한 참조 모델을 설정했다. 그는 피사에 대한 플로렌스의 승리와 덜 명백하게는 프란체스코 데 메디치 (1562)를 위한 삼손이 블레셋 사람을 죽이는 것과 같이 메디케아의 정치 선전을 강력하게 홍보하는 우화를 만들었다.
1564년 미켈란젤로가 사망하자 다니엘 다 볼테라는 그의 죽음의 가면으로 조각가의 흉상 여러 개를 만들었다. 1566년 볼테라가 사망한 후 이 흉상 중 하나가 잠볼로냐에게 전달되었으며, 잠볼로냐는 1570년경에 흉상을 위해 옷을 입은 상반신을 조각했다.
역시 피렌체에 있는 코시모 1세 데 메디치의 기마상은 그의 스튜디오 조수인 피에트로 타카에 의해 완성되었다.
잠볼로냐는 피렌체의 보볼리 정원과 프라톨리노의 정원 동굴과 분수, 그리고 피사 대성당의 청동문을 위한 많은 조각품을 제공했다. 그는 바르톨로메오 아마나티의 플로렌스에 있는 넵툰 분수를 위해 청동 해마와 기타 조각품을 만들었다.
카스텔로 메디치 저택의 석굴에 그는 현재 바르젤로 미술관에서 볼 수 있는 삶에서 개별 동물에 대한 일련의 연구를 조각했다. 그의 많은 조각품의 작은 청동 조각은 당시와 그 이후로 감정가들에 의해 높이 평가되었다. 왜냐하면 잠볼로냐의 명성은 한 번도 식지 않았기 때문이다.
잠볼로냐는 1601년 그의 아틀리에를 파리로 떠난 제자 아드리안 데 프리스와 피에트로 프랑카빌라, 북유럽 전역에 잠볼로냐의 영향력을 전파한 피에르 퓌제와 이탈리아 피렌체에서 잠볼로냐의 작업실을 맡게된 피에트로 타카를 통해 후기 조각가들에게 중요한 영향을 미쳤다. 로마에서는 잔 로렌초 베르니니와 알레산드로 알가르디가 있었다.